# Елизавета София Мария Шлезвиг-Гольштейн-Норбургская
Елизавета София Мария Шлезвиг-Гольштейн-Норбургская (нем. Elisabeth Sophie Marie von Schleswig-Holstein-Norburg; 12 сентября 1683, Вольфенбюттель — 3 апреля 1767 год, Брауншвейг) — принцесса Шлезвиг-Гольштейн-Зондербург-Норбурга, в первом браке — принцесса и герцогиня Шлезвиг-Гольштейн-Зондербург-Плёна, во втором браке — герцогиня Брауншвейг-Люнебургская и принцесса Брауншвейг-Вольфенбюттельская. Известный библиофил, коллекционер и автор религиозных сочинений.

## Биография
Елизавета София Мария — третий ребёнок в семье герцога Рудольфа Фридриха Шлезвиг-Гольштейн-Норбургского (1645—1688), военачальника на голландской службе, сына титулярного герцога Фридриха Шлезвиг-Гольштейн-Норбургского и Элеоноры Ангальт-Цербстской, внука герцога Иоганна II Шлезвиг-Гольштейн-Зондербургского, и Бибианы фон Промниц (1649—1685). После смерти отца воспитывалась при дворе опекунов — герцогов Антона Ульриха и Рудольфа Августа в Вольфенбюттеле. В 1701 году вышла замуж за наследного принца Адольфа Августа Шлезвиг-Гольштейн-Зондербург-Плёнского (1680—1704), сына герцога Иоганна Адольфа. У супругов родился сын Леопольд Август, умерший в возрасте четырёх лет в 1706 году.
12 сентября 1710 года Елизавета София Мария стала третьей по счёту супругой наследного принца Августа Вильгельма Брауншвейг-Вольфенбюттельского, сына герцога Антона Ульриха. В двух предшествующих браках герцога Августа Вильгельма детей не было, и третий брак остался также бездетным. Елизавета София Мария умерла в своих вдовьих владениях в Брауншвейге. Похоронена в усыпальнице церкви Святой Марии в Вольфенбюттеле.
В возрасте почти 60 лет герцогиня занялась весьма затратным коллекционированием изданий Библии, которые хранила в Брауншвейгской резиденции. Эта коллекция насчитывала 1161 экземпляр на самых различных языках, в том числе рукописей, лютеровских переводов и библейских книг других конфессий. Герцогиня, убеждённая лютеранка, и сама сочиняла религиозные тексты.

## Сочинения
- Kurzer Auszug etlicher zwischen den Katholiken und Lutheranern streitigen Glaubenslehren, aus des Concilii zu Trient, und der Göttlichen Schrift eigenen Worten, wie auch der hierbeigefügten Päbstlichen Glaubens-Bekänntnis und Religions-Eide treulich gefasset, und zum nöthigen Unterricht, was jeder Theil glaubt und glauben soll, an’s Licht gestellt. Wolfenbüttel 1714.
- Eine deutlichere Erklärung der Glaubenslehren, so in den 12 Briefen des Jesuiten Seedorf’s enthalten, nach dem Glaubensbekenntnis, welches die Protestanten in Ungarn bei ihrem Uebertritte zur römischen Kirche schwören müssen. Braunschweig 1750.